# HD249382
HD249382 — хімічно пекулярна зоря спектрального класу
A0 й має видиму зоряну величину в смузі V приблизно 11,3.

## Пекулярний хімічний вміст
Зоряна атмосфера HD249382 має підвищений вміст 
Si
.